# Two Moons

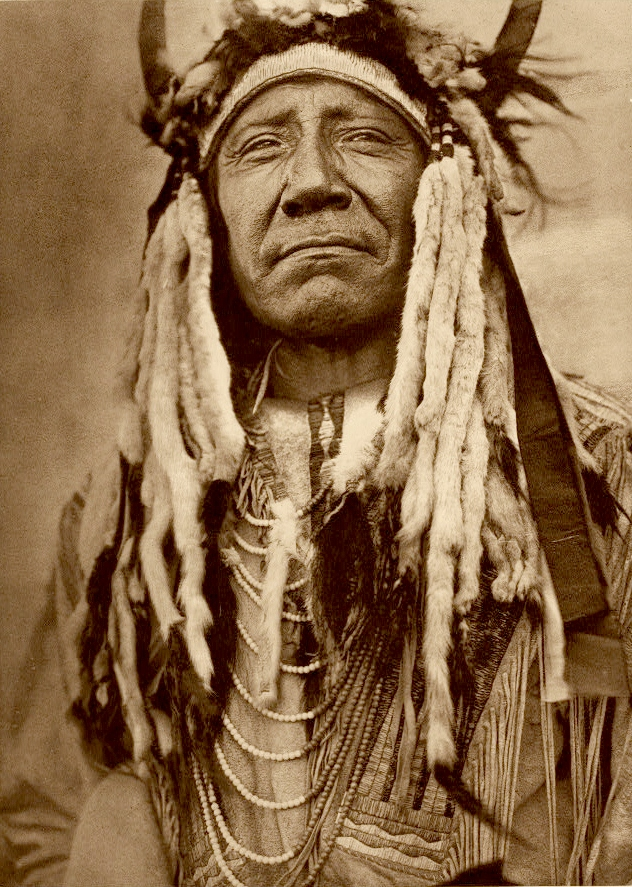
Two Moons, foto van Edward S. Curtis

Two Moons (twee manen, Ishaynishus, Cheyenne: Éše'he Ôhnéšesêstse, 1847-1917) was een van de Cheyenne chiefs, die deelnamen aan de Slag bij de Little Bighorn en andere veldslagen tegen de United States Army.

## Levensloop
Two Moons was de zoon van Carries the Otter (draagt de otter), een gevangengenomen Arikara die trouwde binnen de Cheyenne.
Two Moons is misschien het bekendst om zijn deelname aan veldslagen als Slag bij de Rosebud tegen generaal Crook op 17 juni 1876, in het Montana Territory, de Slag bij de Little Bighorn op 25 juni 1876 en wat zijn laatste slag zou zijn, de Slag bij Wolf Mountain op 8 januari 1877. Two Moons verlies bij Wolf Mountain door generaal Nelson A. Miles leidde onvermijdelijk tot de overgave van zijn Cheyenne band aan Miles in Fort Keogh in april 1877.
Na de overgave van zijn Cheyenne, werd Two moons Indian Scout  onder generaal Miles. Wegens zijn plezierige persoonlijkheid, de vriendelijkheid die hij tegenover de witten betoonde en zijn vaardigheid om samen te werken met het leger, stelde Miles hem aan tot hoofd chief van de Northern Cheyenne Reservation. Als hoofd chief, speelde Two Moons een cruciale rol in de overgave van chief Little Cows Cheyenne band in Fort Keogh.

## Northern Cheyenne Reservation

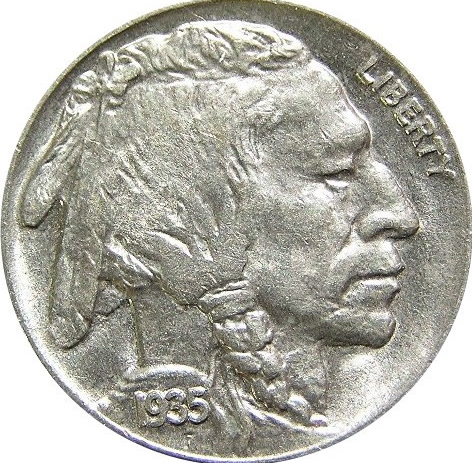
Two Moons stond mede model voor de Buffalo nickel.

Two Moons reisde bij verschillende gelegenheden naar Washington D.C. om te discussiëren over en te strijden voor de toekomst van het Noordelijk Cheyenne volk en om de omstandigheden in het reservaat te verbeteren. In 1914 ontmoette Two Moons president Woodrow Wilson om deze zaken te bespreken.
Two Moons stond mede model voor James Frasers beroemde Buffalo nickel.

## Overlijden
Two Moons overleed in 1917 op zeventigjarige leeftijd in zijn huis in Montana. Zijn graf ligt langs de U.S. Route 212, ten westen van Busby, Montana.